# Noorddiep
Het Noorddiep is een waterloop (afgedamde rivier) op het Kampereiland bij Kampen. De waterloop is hemelsbreed ongeveer 4,5 km lang en heeft een oppervlakte van ongeveer 35 hectare.
Het Noorddiep is een voormalige zijtak van de IJssel. Het mondde uit in de Zuiderzee. Het Noorddiep scheidde het eiland Raas-Pijperstaart van het Binneneiland. In de 20e eeuw werd het begin van het Noorddiep afgesloten van de  IJssel en werd het einde afgesloten door de nieuwe inpoldering Willem Meijerpolder.
Het Noorddiep is eigendom van Kampereiland Vastgoed, een nv in het bezit van de gemeente Kampen.